# Michael Banton
Michael Parker Banton (8 de septiembre de 1926-22 de mayo de 2018) fue un científico social británico, conocido principalmente por sus publicaciones en relaciones raciales y étnicas. Fue también el primer editor del periódico Sociology (1966-1969).

## Contribución académica
Después de graduarse de la London School of Economics en 1950, Banton realizó una investigación sobre el asentamiento de inmigrantes de la New Commonwealth en el East End de Londres, para lo cual recibió un doctorado de la Universidad de Edimburgo, de donde también obtuvo un Doctorado en relaciones intergrupales en 1964. Posteriormente escribió libros sobre el poblamiento de inmigrantes rurales en Freetown, Sierra Leona, y en el comportamiento del blanco británico hacia los inmigrantes de la New Commonwealth. Su libro The Policeman in the Community, un estudio comparativo de vigilancia en Escocia y los Estados Unidos, era el primer libro de largo estudio sociológico sobre la policía.
Banton se hizo famoso por su libro Race Relations (en español: Relaciones raciales) (1967), que resumía el conocimiento contemporáneo de las ciencias sociales en ese campo. Esta fase de su escritura concluida con un volumen, The Idea of Race (en español: La idea de la raza), en el que introdujo en el idioma inglés el concepto de racialización como un proceso mediante el cual la idea de raza como categoría física se utilizó socialmente para organizar las percepciones de las poblaciones del mundo. Hasta este punto su trabajo reflejó ortodoxia sociológica. Durante los siguientes cuarenta y más años, sus energías de publicación se centraron cada vez más en este tema, ya que dio como resultado una serie de estudios dedicados a definir el estudio de las relaciones raciales como una disciplina. El enfoque particular de Banton llevó a un largo debate con John Rex. Otros protagonistas incluyen a Robert Miles, quien en 1982 publicó Racism and Migrant Labor.
A partir de 1976, las críticas de Banton a esa ortodoxia se fortalecieron. En Racial and Ethnic Competition (1983) avanzó una teoría de la elección racional. El libro terminó con una discusión sobre lo que constituía las "buenas" relaciones raciales; concluyó que las buenas relaciones raciales serían relaciones étnicas. Ha criticado los relatos de las relaciones entre la mayoría y la minoría en Europa que los interpretan a la luz de las concepciones convencionales en los EE. UU.
Recordando la declaración de Max Weber de que se convirtió en sociólogo 'para poner fin a la empresa dañosa que todavía opera con conceptos colectivistas' Banton ha observado que 'grupo étnico' es un concepto colectivista. Hay categorías étnicas; aquellos que están asignados a una categoría étnica pueden venir a formar un grupo, pero no necesariamente lo hacen. A partir de este punto de partida, desarrolló una teoría de las categorías sociales.
Mientras que Banton estuvo muy preocupado por la mejora de conceptos y teorías en este campo, también escribió sobre medidas para la reducción de la discriminación racial. Se desempeñó como miembro electo del Comité de las Naciones Unidas para la Eliminación de la Discriminación Racial desde 1986 hasta 2001 y como su presidente en 1996-98.
Banton murió en mayo de 2018 a la edad de 91 años.

## Carrera
Fue profesor, y posteriormente Reader, en Antropología Social, Universidad de Edimburgo, 1954-65; y profesor de Sociología, Universidad de Bristol, 1965-92. Fue presidente del Royal Anthropological Institute de Gran Bretaña e Irlanda 1987-89 y presidente de la sección de Sociología (1970-1971) y de la sección de Antropología (1985-1986) dentro de la Asociación Británica para el Avance de la Ciencia. Fue Presidente de la sección de Relaciones Étnicas, Raciales y de Minorías de la Asociación Internacional de Sociología 1990-94 y Director de la Unidad de Investigación sobre Relaciones Étnicas del Consejo de Investigación de Ciencias Sociales, 1970-78. Fue el primer editor de Sociology, 1967-70.

## Libros
- The Coloured Quarter (Cape, 1955)
- West African City (OUP, 1957)
- White and Coloured (Cape, 1959)
- The Policeman in the Community (Tavistock, 1964)
- Roles (Tavistock, 1965)
- Race Relations (Tavistock, 1967)
- Racial Minorities (Fontana, 1972)
- Police-Community Relations (Collins, 1973)
- The Race Concept co-author Jonathan Harwood (Praeger, 1975)
- Racial and Ethnic Competition (CUP, 1983)
- Promoting Racial Harmony (CUP, 1985)
- Investigating Robbery (Gower, 1985)
- Racial Theories (CUP, 1987, second edition 1997)
- Racial Consciousness (Longman, 1988)
- Discrimination (Open UP, 1994)
- International Action against Racial Discrimination (OUP, 1996)
- Ethnic and Racial Consciousness (Longman, 1997)
- The International Politics of Race (Polity, 2002).